# ديف هيل (لاعب كرة قاعدة)
ديف هيل (بالإنجليزية: Dave Hill)‏ هو لاعب كرة قاعدة أمريكي، ولد في 11 نوفمبر 1937 في نيو أورلينز في الولايات المتحدة، وتوفي في 16 أكتوبر 2018 بسبب سرطان.

## وصلات خارجية
- ديف هيل على موقعبيزبول رفرنس.كوم (الدوري الرئيسي) (الإنجليزية)
- ديف هيل على موقعبيزبول رفرنس.كوم (الدوري الثانوي) (الإنجليزية)